# Kloster Tettenweis

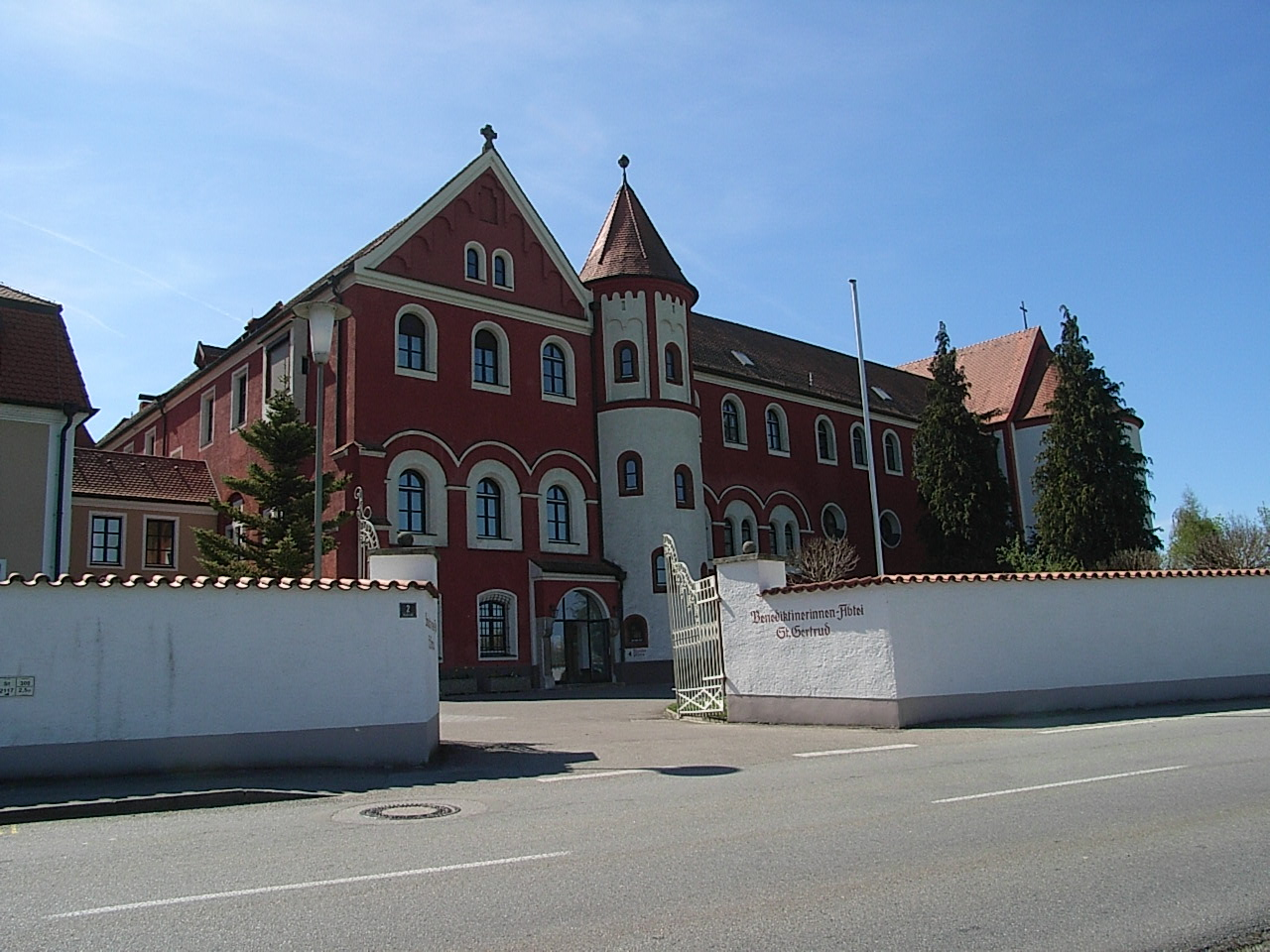
Das Kloster St. Gertrud

Die Benediktinerinnenabtei St. Gertrud ist ein Kloster der Benediktinerinnen in Tettenweis, Diözese Passau, das in einem Schloss der Grafen von Joner entstand. Das ehemalige Schloss wird als Baudenkmal unter der Aktennummer D-2-75-149-3 geführt. „Untertägige mittelalterliche und frühneuzeitliche Funde und Befunde im Bereich des ehem. Schlosses von Tettenweis“ werden zudem als Bodendenkmal unter der Aktennummer D-2-7545-0198 geführt. 

## Geschichte
Das ehemalige Hofmarksschloss am Ortsrand von Tettenweis wurde im Jahre 1797 von Graf Franz Xaver Peter von Joner an Stelle eines bescheidenen Vorgängerschlösschens erbaut.
1873 kaufte das Rittergut Tettenweis der österreichische Hofrat Richard Weiß Edler von Starkenfels (1815–1882), der in den 1870er Jahren in den  österreichischen Freiherrenstand erhoben wurde. Sein Sohn Alois (1847–1895) heiratete die Witwe des letzten Grafen von Tauffkirchen zu Kleeberg und war ein bedeutender Heraldiker und Genealoge, der zusammen mit Johann Kirnbauer von Erzstätt das Siebmacher-Wappenbuch über den Adel in Oberösterreich verfasste. 1893 verkaufte dieser das Rittergut Tettenweis weiter.
Dieses Schloss kaufte 1896 Graf Max von Löwenstein-Scharffeneck (Vater des Hubertus Prinz zu Löwenstein-Wertheim-Freudenberg), veräußerte es aber schon 1899 an das Kloster Frauenchiemsee, das dort noch im gleichen Jahr ein benediktinisches Tochterkloster gründete. Ab 1902 wurde das Anwesen im neuromanischen Stil weiter ausgebaut. Die Klosterkirche entstand 1949.
Die Erhebung des Priorats St. Gertrud zur Abtei erfolgte am 28. Oktober 1924. Erste Äbtissin war die bisherige Priorin M. Editha Gaßlhuber. Seit 1987 ist das Kloster Mitglied der neu gegründeten Föderation der Bayerischen Benediktinerinnenabteien.

## Tätigkeiten
Die Benediktinerinnen von Tettenweis betreiben heute einen Kindergarten, ein Gästehaus und einen Klosterladen. Eine Steppdeckennäherei, ein Wachsatelier und die hauseigene Nudelproduktion sichern zudem den wirtschaftlichen Bestand der geistlichen Gemeinschaft.

## Äbtissinnen
- Bernarda Amtmann, 1899/1903–1916 (nur Priorin)
- Editha Gaßlhuber, 1925–1941 (1917–1925 Priorin)
- Michaela Haberberger, 1941–1967
- Emmanuela Aichinger, 1967–1992
- Bernarda Schmidt, seit 1992